# Бернсторф (дворец)
Дворец Бернсто́рф (дат. Bernstorff Slot) — дворец, находящийся в датской коммуне Гентофте. Был построен в середине XVIII века для министра иностранных дел Датского королевства графа Юхана Бернсторфа, в честь которого и получил своё название. Строение находилось в собственности семьи Бернсторф до 1812 года. В 1842 году его купил датский король Кристиан VIII. Здесь жил первый датский монарх из династии Глюксбургов Кристиан IX вместе с семьё вплоть до его смерти в 1906 году. После дворец использовала Датская служба по чрезвычайным мероприятиям. Сейчас он используется как отель, а также для проведения различных конференций.

## История
Здание было построено по проекту французского архитектора Николя Анри Жардена, приехавшего в Данию для завершения строительства церкви Фредерика в Копенгагене после смерти её создателя Николая Эйтведа в 1754 году. Дворец представляет собой один из наиболее ранних примеров неоклассической архитектуры в Дании. Двухэтажное здание было завершено в мае 1756 года. 13 сентября 1770 года Бернсторф был уволен в результате интриг Иоганна Струэнзе. Он уехал вместе с племянником Андреасом Петером в Париж. В 1772 году первый владелец дворца скончался. Здание перешло к его племяннику, где тот жил каждое лето вплоть до собственной смерти в 1797 году и дворец унаследовали два его сына.
В 1812 году семья Бернсторф продала дворец. Он был куплен шотландским предпринимателем Кристофером Мак-Эвоем. После его смерти в 1839 году здание было куплено военным судьёй Питером Калько, который, по причине ужасного на тот момент состояния дворца, намеревался его снести. Из-за общественного недовольства в прессе дворец не был снесён и его впоследствии купил король Кристиан VIII.
В 1854 году дворец был передан в пользованием принцу Кристиану Глюксбургскому, который был наследником бездетного короля Фредерика VIII. Здесь будущий король жил вместе с семьей даже после восшествия на престол в 1863 году. Во дворце жили российский император Александр III и английский король Эдуард VII, которые были женаты на дочерях короля Кристиана IX. В 1888 году на Международной Скандинавской выставке супруга короля Луиза Гессен-Кассельская выкупила близлежащие виллы, где останавливались многочисленные родственники и друзья королевской четы. После смерти короля Кристиана в 1906 году дворец перешёл в пользование его младшего сына Вальдемара, который жил там вместе с семьёй вплоть до своей кончины в 1939 году.

## Дворцовый сад
Вокруг бывшего королевского дворца был разбит обширный пейзажный парк. Зона парка включает в себя лес, газоны, розарий, фруктовый сад и чайный домик. В саду дворца растут абрикосы, персики, виноград, яблоки, груши, вишни, сливы. Редкие сорта огурцов, артишоков, салата-латука и дыни были завезены сюда из Франции и Нидерландов. Были высажены множество редких деревьев и кустарников, в том числе каштаны, акации, остролисты, тюльпанные деревья, платан и другие растения. Многие из растений, которые были посажены на территории парка, были впервые завезены в Данию. Королевским садом во времена короля Кристиана IX занимался датский ландшафтный архитектор Рудольф Роте. В 1888 году в саду была построена вилла в шведском стиле, в которой сейчас проходят мероприятия и конференции.